# Matthias Friedrich von der Recke
Matthias Friedrich von der Recke (* 17. Juli 1644; † 3. Februar 1701 in Münster) war Domdechant im Domkapitel Münster.

## Leben

### Herkunft und Familie
Matthias Friedrich wuchs als Sohn des Johann von der Recke (1611–1666) und seiner Gemahlin Mechtild Judith von Galen zu Ermelinghof (1616–1691) zusammen mit seinen Geschwistern Wilhelm († 1675), Domherr in Minden, Johann Dietrich (Drost in Werne, ⚭ Sophia Elisabeth von Ascheberg zu Venne), Hermann (sein Nachfolger als Drost zu Werne), Johanna Paulina (⚭ Johann Detmar von Ascheberg, Amtsdroste in Werne) und Elisabeth (⚭ Johann Heinrich von Galen) in der uralten westfälischen Adelsfamilie von der Recke auf.

### Werdegang und Wirken
Nach dem Besuch des Jesuitengymnasiums in Münster und des Gymnasiums in Paderborn studierte Matthias Friedrich von 1661 bis 1663 am Collegium Germanicum in Rom. Mit päpstlicher Befürwortung erhielt er im Jahre 1661 eine Dompräbende in Münster. Am 29. Mai 1665 empfing er die Niederen Weihen und am Tag darauf wurde er zum Subdiakon geweiht. Nach einem Studium in Rom erhielt er im Jahre 1668 durch den Turnar in Minden eine Präbende. 1674 war Matthias Friedrich Archidiakon in Stadtlohn und in Südlohn. Im Jahr darauf wurde er Amtsherr in Lüdinghausen. 1683 und 1688 kandidierte er erfolglos bei den Wahlen des Fürstbischofs. Am 12. November 1688 wurde er zum Domdechanten in Münster ernannt.
Er ist auf dem Domherrenfriedhof in Münster begraben.